# Tracie Thoms
Tracie Nicole Thoms (Baltimora, 19 agosto 1975) è un'attrice statunitense.

## Biografia
Nata e cresciuta a Baltimora, nello stato del Maryland, figlia di Mariana e Donald Thoms, ha un fratello di nome Austin. Ha iniziato a studiare recitazione all'età di 10 anni e poi ha frequentato la Baltimore School for the Arts.
Thoms è nota per aver interpretato il ruolo di Mahandra McGinty nella serie televisiva Wonderfalls. Ha anche recitato nella parte di Sasha nella serie As I per soli 5 episodi, dato che la serie è stata cancellata, quindi s'è aggiunta al cast della serie Cold Case - Delitti irrisolti, nel ruolo dell'agente della narcotici Kat Miller. Thoms ha anche partecipato come guest star a Law & Order e The Shield. Thoms ha recitato in qualche film; da ricordare Rent, tratto dal musical omonimo di Broadway e ha interpretato Kim in Grindhouse - A prova di morte di Quentin Tarantino.

## Filmografia parziale

### Cinema
- The Warrior Class, regia di Alan Hruska (2004)
- Brother to Brother, regia di Rodney Evans (2004)
- Everyone's Depressed, regia di Yanna Kroyt Brandt (2005)
- Rent, regia di Chris Columbus (2005)
- Il diavolo veste Prada (The Devil Wears Prada), regia di David Frankel (2006)
- Extrema - Al limite della vendetta (Descent), regia di Talia Lugacy (2007)
- Grindhouse - A prova di morte (Death Proof), regia di Quentin Tarantino (2007)
- Sex & Breakfast (Sex and Breakfast), regia di Miles Brandman (2007)
- Incontro con il male (Meeting Evil), regia di Chris Fisher (2012)
- Looper, regia di Rian Johnson (2012)
- Safe House - Nessuno è al sicuro (Safe House), regia di Daniel Espinosa (2012)
- Annie - La felicità è contagiosa (Annie), regia di Will Gluck (2014)
- The Drowning, regia di Bette Gordon (2016)

### Televisione
- America's Most Terrible Things, regia di John Pasquin – film TV (2002)
- Porn 'n Chicken, regia di Lawrence Trilling – film TV (2002)
- As If – serie TV, 5 episodi (2002)
- The Shield – serie TV, 1 episodio (2003)
- Wonderfalls – serie TV, 12 episodi (2004)
- Law & Order - I due volti della giustizia (Law & Order) – serie TV, 1 episodio (2005)
- Private Practice – serie TV, episodio 3x04 (2009)
- Cold Case - Delitti irrisolti (Cold Case) – serie TV, 97 episodi (2005-2010)
- Person of Interest – serie TV, 1 episodio (2013)
- Catfish: false identità – serie TV (2014)
- Love – serie TV, 7 episodi (2016)
- Gone – serie TV, 9 episodi (2017-2018)
- Grey's Anatomy – serie TV, 1 episodio (2018)
- 9-1-1 – serie TV, 55 episodi (2018-2025)
- Unreal – serie TV, 10 episodi (2018)
- Abby's – serie TV, episodio 1x04 (2019)
- The Good Doctor – serie TV, 1 episodio (2019)
- Truth Be Told – serie TV, 25 episodi (2019-2023)
- NCIS: Los Angeles – serie TV, 1 episodio (2020)
- Blindspot – serie TV, 2 episodi (2020)
- Lincoln Rhyme - Caccia al collezionista di ossa (Lincoln Rhyme: Hunt for the Bone Collector) – serie TV, 2 episodi (2020)
- Love, Victor – serie TV, episodio 3x01 (2022)
- Queen Sugar – serie TV, 2 episodi (2022)
- Station 19 – serie TV, 8 episodi (2020-2023)
- Good American Family – miniserie TV, 1 episodio (2025)

## Doppiatrici italiane
Nelle versioni in italiano delle opere in cui ha recitato, Tracie Thoms è stata doppiata da:
- Rossella Acerbo in Meeting Evil, Safe House - Nessuno è al sicuro, Station 19, Grey's Anatomy, Jerry e Marge giocano alla lotteria
- Alessandra Cassioli in Rent, Il diavolo veste Prada, Looper, Annie - la felicità è contaggiosa
- Laura Lenghi in Cold Case - Delitti Irrisolti, Harry's Law
- Perla Liberatori in Wonderfalls
- Federica De Bortoli in The Shield
- Ludovica Modugno in Grindhouse - A prova di morte
- Ilaria Giorgino in Private Practice
- Chiara Gioncardi in Person of Interest
- Barbara Castracane in Criminal Minds
- Alessia Amendola in Blindspot
- Marta Altinier in 9-1-1
- Rachele Paolelli in Good American Family